# Liste der Kulturdenkmale in Borsdorf

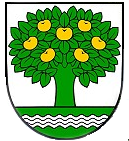
Wappen von Borsdorf

In der Liste der Kulturdenkmale in Borsdorf sind die Kulturdenkmale der sächsischen Gemeinde Borsdorf verzeichnet, die bis April 2024 vom Landesamt für Denkmalpflege Sachsen erfasst wurden (ohne archäologische Kulturdenkmale). Die Anmerkungen sind zu beachten.
Diese Aufzählung ist eine Teilmenge der Liste der Kulturdenkmale im Landkreis Leipzig.

## Borsdorf
| Bild           | Bezeichnung | Lage                                                                   | Datierung                                                                                  | Beschreibung | ID       |
| -------------- | --- | ---------------------------------------------------------------------- | ------------------------------------------------------------------------------------------ | --- | -------- |
| Weitere Bilder | Parkanlage (Schwanenteichanlage)                                                                                                | (Schwanenteichpark) (Karte)                                            | Um 1895                                                                                    | Landschaftlich geprägter Volkspark mit künstlichem Teich und altem Baumbestand, begrenzt von Parthe und Lockengraben, südlicher Abschluss der Stadt, ortsbild- und landschaftsprägend, orts- und gartengeschichtliche Bedeutung | 09257122 |
|                | Mietvilla, mit Nebengebäude, Gartenlaube und Einfriedung                                                                        | Althener Straße 4 (Karte)                                              | Bezeichnet mit 1892 (Mietvilla); um 1900 (Gartenlaube); bezeichnet mit 1901 (Nebengebäude) | Späthistoristischer Putz-Klinker-Bau mit Kunststeinelementen, Nebengebäude Klinkerbau mit Holzbalkon und Ziergiebel, Gartenlaube in Holz mit gesägten Zierbrettern, aufwändige Einfriedung mit Klinkerpfosten und schmiedeeisernen Zaunsfeldern, ortsentwicklungs- und baugeschichtliche Bedeutung. - Wohnhaus: zwei Geschosse, vier Achsen, Seitenrisalit, Altan, im Erdgeschoss Putzfassade, im ersten Obergeschoss Klinkerfassade mit einfacher Klinkergliederung - Nebengebäude: zwei Geschosse, Klinkerbau - Einfriedung: Klinkerpfeiler mit aufwendiger Abdeckung und schmiedeeisernem Gitter, auf der Ecke Klinkermauer | 09256848 |
|                | Mietvilla | Althener Straße 8 (Karte)                                              | Um 1900                                                                                    | Putzbau in historisierenden Formen, Eckerker mit Blendfachwerk, ortsentwicklungs- und baugeschichtliche Bedeutung. Zwei Geschosse, Putzfassade, Stockgesims, Mittelrisalitmit Altan, auf der rechten Seite Altan mit Balkon, auf der linken seite halbrunder Erker mit Holzverbretterung, originaler Fenstereinteilung, Fenster zum Teil alt, Heimatstil. | 09256847 |
|                | Villa, mit Einfriedung | Althener Straße 9 (Karte)                                              | Um 1900                                                                                    | Repräsentativer, späthistoristischer Putz-Klinker-Bau, verbretterte Schwebegiebel, Altan und Ecktürmchen, ortsentwicklungs- und baugeschichtliche Bedeutung. - Villa: fünf Achsen, zwei Geschosse, Putz-Klinker-Fassade, auf der linken Seite Altan mit Balkon und mittelrisalitartiger Vorbau mit Freigespärre, auf der rechten Seite Eckerker - Einfriedung: Putzpfosten, Staketenzaun | 09256846 |
|                | Villa mit Einfriedung | Althener Straße 10 (Karte)                                             | Um 1905                                                                                    | Malerisch gegliederter Putzbau im Landhausstil, mit Blendfachwerk und verschiedenen Anbauten, ortsentwicklungs- und baugeschichtliche Bedeutung. Zweigeschossig, stark gegliederter Baukörper mit bewegter Satteldachlandschaft, Türmchen, polygonaler Eckerker, Erkerchen, Veranda mit wintergartenartigem Holzaufbau darüber, Blendfachwerk vor allem am Giebel, Heimatstil. | 09257183 |
|                | Villa mit Einfriedung | Althener Straße 11 (Karte)                                             | Um 1915                                                                                    | Putzbau im Heimatstil um 1910, Zierfachwerk und Verbretterungen im Giebel- und Traufbereich, ortsentwicklungs- und baugeschichtliche Bedeutung. Eingeschossig, Krüppelwalmdach, an der Seite Mittelrisalit mit Fachwerkgiebel und Schopf, Giebel mit Balkon und Zierverbretterung, | 09257184 |
|                | Villa mit Einfriedung | Althener Straße 12 (Karte)                                             | Um 1910                                                                                    | Putzbau im Landhausstil, mit Blendfachwerk, ortsentwicklungs- und baugeschichtliche Bedeutung. Zweigeschossig, Satteldach, rechte Seite eingeschossiger Anbau mit Halbwalmdach, links kleiner Anbau mit Eingangsvorbau in Klinker, halbrundes Erkerchen, Putzfassade mit historistischer Gliederung. | 09257185 |
|                | Mietshaus in halboffener Bebauung                                                                                               | August-Bebel-Straße 7 (Karte)                                          | Um 1905                                                                                    | Klinkerfassade in Formen des ausgehenden Historismus und Jugendstils, mit Klinkergliederungen und Eckerker, ortsentwicklungs- und baugeschichtliche Bedeutung. Dreigeschossiger Bau mit asymmetrischer Fassadengliederung, ledergelbe Klinker mit grünen und roten Klinkergliederungen, Fenster vorwiegend stichbogig geschlossen, breites Zwerchhaus, Eckerker mit weißer Klinkerverkleidung, grün abgesetzten Gliederungen und geschweifter Haube. | 09256873 |
|                | Ehemaliges Frauenheim (Martinstift), später Mutterhaus der Diakonissenanstalt Borsdorf, heute Behinderten-Wohnheim der Diakonie | August-Bebel-Straße 8 (Karte)                                          | 1894                                                                                       | Klinkerbau mit sparsamer Klinkergliederung und Kunststeinelementen, sozial- und baugeschichtliche Bedeutung. - Heim: dreigeschossiger Klinkerbau in zurückgesetzter Lage, Satteldach, straßenseitig Mittelrisalit mit Dreieckgiebel, vor allem Dachbereich durch nachträgliche Veränderungen etwas vereinfacht, ursprünglich auch hölzerne Verandaanbauten, rückseitig moderne Erweiterungen - Verwaltungsgebäude mit Pforte (1999 abgebrochen): zweigeschossiger Putzbau, Mansarddach | 09256876 |
|                | Mietshaus in geschlossener Bebauung                                                                                             | August-Bebel-Straße 9 (Karte)                                          | Um 1905                                                                                    | Klinkerfassade in späthistoristischen Formen, jugendstilige Einzelelemente, ortsentwicklungs- und baugeschichtliche Bedeutung. Das dreigeschossige Mietshaus aus der Zeit um 1905 besitzt eine aufwendige, asymmetrisch unterteilte Klinkerfassade. Drei Achsen sind zu einem Risalit zusammengefasst, der von einem hohen Dreieckgiebel überfangen wird, die vierte ist etwas breiter angelegt und weist eine reichere Dekorierung auf. Der ziegelbautypische Dekor besteht aus Formsteinen und verschiedenfarbigen Klinkern, die am Dreieckgiebel ein teppichartiges Muster ergeben. Zu erwähnen sind auch die Terrakotta-Brüstungsfelder am Risalit mit Groteskenmotiven. Erhalten auch bauzeitliche Ausstattungselemente wie Haustür mit Jugendstilanklängen. Als Bestandteil des Ortsgebietes nördlich der Bahnlinie, das neben dem Bahnhof und Rathaus eine relativ dichte Wohn- und Geschäftshausbebauung aufweist, ist das Objekt ein Zeugnis für die im ausgehenden 19. Jahrhundert einsetzende Entwicklung von Borsdorf zum städtisch geprägten Vorort. Hierdurch erlangt es seine ortsentwicklungsgeschichtliche Aussagekraft. Als zeittypischer Mietshausbau im vorstädtischen Milieu ist es überdies baugeschichtlich von Bedeutung. | 09256872 |
|                | Mietshaus in ehemals halboffener Bebauung                                                                                       | August-Bebel-Straße 11 (Karte)                                         | Um 1900                                                                                    | Putzbau in späthistoristischer Gestaltung, Kunststeinelemente, sparsame Klinkergliederungen und Stuckdekor, ortsentwicklungs- und baugeschichtliche Bedeutung. Mit Tordurchfahrt und Laden, drei Geschosse, neun Achsen, Zwerchhaus, Putzfassade, geohrte Kunststein-Fenstereinfassungen, Erdgeschoss Putzfassade (geglättet ?), Stockgesims, Klötzchen-Traufgesims, schlichte Fensterverdachungen. | 09256869 |
|                | Mietshaus in halboffener Bebauung                                                                                               | August-Bebel-Straße 26 (Karte)                                         | Um 1895                                                                                    | Ansprechende Klinker-Putz-Fassade mit Kunststein- und Stuckelementen, ortsentwicklungs- und baugeschichtliche Bedeutung. Dreigeschossiger Bau, verputztes Erdgeschoss mit Nutung (erneuert), seitlich Toreinfahrt, Obergeschosse mit roter Klinkerverkleidung, zurückhaltende Gliederungen durch braunrote Klinker, Hervorhebung des ersten Obergeschosses durch eine etwas aufwändigere Fenstergestaltung mit Dreiecksverdachungen und Stuckdekor, im Dachbereich Mittenbetonung durch Zwerchhaus. | 09256870 |
|                | Villa | August-Bebel-Straße 32 (Karte)                                         | Um 1905                                                                                    | Gliederungsreicher Putzbau in jugendstiligen Formen, Eingangsvorbau durch partielle Verklinkerung betont, ortsentwicklungs- und baugeschichtliche Bedeutung. Eineinhalbgeschossig, L-förmiger Grundriss, Mansarddächer, vorspringende Eingangshalle mit Balkon, Mansarderkerchen, rundbogige Fenster. | 09257181 |
| Weitere Bilder | Denkmal für die Gefallenen des Ersten Weltkrieges                                                                               | Bahnhofstraße (auf dem Bahnhofsvorplatz, vor Nr. 16) (Karte)           | Um 1920                                                                                    | Nach 1945 inhaltlich verändert, kniende Frauenfigur auf Sockel, Rochlitzer Porphyrtuff, ortsgeschichtlich, zeitgeschichtlich und künstlerisch von Bedeutung. Neben Löwinnenkopf kniende Kriegerin mit Schwert, Schild und Stahlhelm, Höhe mit Sockel ca. 3,5 m. | 09256877 |
|                | Villa | Bahnhofstraße 2 (Karte)                                                | Um 1900                                                                                    | Späthistoristischer Putzbau im Landhausstil, mit Mittelrisalit und Stuckdekor, ortsentwicklungs- und baugeschichtlich von Bedeutung. Zwei Geschosse, drei Achsen, Mittelrisalit mit Stuckgliederung in der Fensterachse, einfache Kunststein-Fenstereinfassung, Freigespärre im Giebel, saniert. | 09256851 |
|                | Mietshaus in offener Bebauung                                                                                                   | Bahnhofstraße 4 (Karte)                                                | Um 1900                                                                                    | Späthistoristische Putz-Klinker-Fassade mit Kunststein- und Stuckelementen, ortsentwicklungs- und baugeschichtlich von Bedeutung. Zwei Geschosse, zwölf Achsen, profiliertes Stock- und Traufgesims, Erdgeschoss Putzfassade mit Putznutung, Obergeschoss Klinker, sieht aus wie ein Doppelhaus, hat aber nur eine Hausnummer! Zwerchhäuser jeweils von stehenden Dachgauben flankiert. | 09256853 |
|                | Doppelmietshaus in offener Bebauung                                                                                             | Bahnhofstraße 5, 7 (Karte)                                             | Um 1890                                                                                    | Klinkerfassade in historisierenden Formen, mit Putzgliederungen sowie Kunststein- und Stuckelementen, ortsentwicklungsgeschichtliche Bedeutung. Zwei Geschosse, acht Achsen, achsensymmetrisch, Werksteinsockel, Putz-Klinker-Fassade, Stockgesims, Klötzchen-Traufgesims, waagerechte Fensterverdachungen, Fenster zum Teil alt, Haus Nummer 7 saniert. | 09256852 |
|                | Doppelmietshaus in offener Bebauung                                                                                             | Bahnhofstraße 12, 14 (Karte)                                           | Um 1925                                                                                    | Putzbau mit Putzgliederungen, Beispiel des sozialen Wohnungsbaus der 1920er Jahre, ortsentwicklungs- und baugeschichtliche Bedeutung. Zwei Geschosse, zehn Achsen, Schleppgauben und Dachhecht, Putzfassade, Eckrisalite über zwei Fensterachsen mit Eckquaderung, Putzspiegel in den Fensterachsen bei den Risaliten. | 09256857 |
|                | Wohnhaus in offener Bebauung und Nebengebäude                                                                                   | Bahnhofstraße 13 (Karte)                                               | Um 1900                                                                                    | Mit Laden, späthistoristischer Putz-Klinker-Bau mit Kunststeinelementen und Stuckdekor, schmales Nebengebäude mit Dreiecksgiebel, zwischen den Gebäuden mit Bogen überspannte Toreinfahrt, ortsentwicklungs- und baugeschichtliche Bedeutung. - Wohnhaus: zwei Geschosse, sechs Achsen, Zwerchhaus, Werksteinsockel, Erdgeschoss Putzfassade mit Putznutung, profiliertes Stockgesims, Obergeschoss Klinker mit farbigen Klinkerbändern, architravierte Fenstereinfassungen - Nebengebäude: auf der rechten Seite, zwei Geschosse, zwei Achsen, giebelständig, Klinker, Dreiecksgiebel, antikisierend | 09256854 |
| Weitere Bilder | Empfangsgebäude des Bahnhofs Borsdorf                                                                                           | Bahnhofstraße 16 (Karte)                                               | 1881                                                                                       | Letztes Zeugnis des Bahnhofs des wichtigen Knotenpunktes der Bahnstrecken Leipzig–Dresden (6363; sä. LD) sowie Borsdorf–Coswig (6386; sä. BC), 1881 Bahnhof eröffnet, Strecke besteht bereits seit 1837, imposanter, dreiteiliger Klinkerbau mit Natursteingliederungen, die Gleisseite des eingeschossigen Mittelbaus in Holzkonstruktion, bauzeitliches Nebengebäude westlich des Empfangsgebäudes ebenfalls in Klinkerbauweise ausgeführt, orts-, bau- und verkehrsgeschichtliche Bedeutung - Empfangsgebäude: zwei rechteckige zweieinhalbgeschossige Baukörper parallel zueinander stehend, verbunden mit einem Mittelbau im Erdgeschoss verbunden, ziegelfarbene Klinkerfassade, Satteldächer - Nebengebäude (Streichung 2012): eingeschossig, Klinkerfassade Geschichte: - 24. April 1837 Betrieb als Haltestelle weiter westlich - 1. Mai 1881 Betrieb als Bahnhof, ursprünglich mit Empfangsgebäude, Gleiswaage, Güterschuppen, Laderampe, Personentunnel, Wirtschaftsgebäude, Wohnhaus, Stellwerke Bo, Bs und Bw, ohne Jahr. Abriss Stw Bo, Bs, Bw. | 09256826 |
|                | Mietshaus in halboffener Bebauung                                                                                               | Bahnhofstraße 17 (Karte)                                               | Um 1895                                                                                    | Historistischer Putzbau mit Mittelrisalit und reichem Stuckdekor, ortsentwicklungs- und baugeschichtliche Bedeutung. Zwei Geschosse, sechs Achsen, Werksteinsockel, Putzfassade, rustizierte Eckquaderung, im Obergeschoss einfache Fensterverdachungen, Mittelrisalit über drei Geschosse, dort aufwendigere Fensterverdachungen, Putzspiegel unterhalb der Fenster im ersten Obergeschoss, sechs Jalousieblenden aus der Erbauungszeit im Erdgeschoss. | 09256856 |
|                | Doppelmietshaus in offener Bebauung                                                                                             | Bahnhofstraße 19, 21 (Karte)                                           | Um 1905                                                                                    | Durch Jugend- und Reformstil beeinflusster Putzbau mit erkerartigen Vorbauten, darüber Zwerchhäuser mit Blendfachwerk, ortsentwicklungs- und baugeschichtliche Bedeutung. Zwei Geschosse, ausgebautes Dachgeschoss, achsensymmetrisch, Werksteinsockel, Putzfassade mit einfacher Putzgliederung, zweigeschossiger Altan, darauf Balkon, Zwerchhäuser mit Fachwerkkonstruktion im Heimatstil (wohl aufgebrettert), stehende Dachgauben. | 09256858 |
| Weitere Bilder | Ehemaliges Postgebäude, heute Wohnhaus                                                                                          | Bahnhofstraße 23 (Karte)                                               | 1895 datiert                                                                               | Klinkerbau in Formen der Neorenaissance, farbig abgesetzte Klinkergliederungen und Natursteinelemente, ortsentwicklungs- und baugeschichtliche Bedeutung, Zeugnis der Postgeschichte. Zwei Geschosse, fünf Achsen, stehende Gauben flankieren eine größere Dachgaube mit renaissancistischem Aufbau/Bekrönung, Klinkerfassade mit profiliertem Stock- und Traufgesims, aufwendige Eingangssituation (Oberlicht gerahmt von Stuckkonsolen, die ein Gebälk tragen), im Erdgeschoss Klinkerblendbögen über den Fenstern, im Obergeschoss einfache Fensterverdachungen. | 09256859 |
|                | Mietshaus in offener Bebauung und in Ecklage                                                                                    | Bahnhofstraße 25 (Karte)                                               | Um 1900                                                                                    | Repräsentativer Putz-Klinker-Bau, Mittelrisalit mit geschweifter Haube, ortsentwicklungs- und baugeschichtliche Bedeutung. Zwei Geschosse, sieben Achsen, ausgebautes Dachgeschoss, im Erdgeschoss Putzfassade, erstes Obergeschoss Klinkerfassade mit Fensterverdachungen, zweigeschossiger Mittelrisalit mit Eingangszone und bekrönender geschweifter Haube. | 09256827 |
|                | Mietvilla mit Einfriedung | Bahnhofstraße 27 (Karte)                                               | Um 1900                                                                                    | Putz-Klinker-Bau in späthistoristischer Gestaltung, Gliederung durch verschiedenfarbige Klinker, Kunststein- und Stuckelemente, schmiedeeiserne Einfriedung mit Bruchsteinsockel und Klinkerpfosten, ortsentwicklungs- und baugeschichtliche Bedeutung. Zwei Geschosse, vier Achsen, ausgebautes Dachgeschoss, Erdgeschoss Putzfassade (geglättet), Stockgesims, im Obergeschoss Klinkerfassade mit farbiger Klinkergliederung, Fensterrahmungen und Fensterverdachungen im Obergeschoss, zweiachsiger Mittelrisalit Einfriedung: Bruchsteinsockel, Klinkerpfosten, schmiedeeiserner Zaun. | 09256828 |
|                | Mietvilla mit Einfriedung | Bahnhofstraße 29 (Karte)                                               | Um 1900                                                                                    | Reicher späthistoristischer Putz-Klinker-Bau mit Mittelrisalit mit Altan und Balkon sowie aufwändigem Freigespärre, ortsentwicklungs- und baugeschichtliche Bedeutung. Zwei Geschosse, vier Achsen, Mittelrisalit mit Altan, darauf Balkon mit Balkonbrüstung, geschnitztes Gesperre im Dreiecksgiebel, Erdgeschoss mit Putzfassade mit Putznutung, Stockgesims, im Obergeschoss Klinkerfassade, architravierte Fenstereinfassungen, schlichte Fensterverdachungen, Einfriedung: Bruchsteinsockel, Putz-Klinker-Pfeiler, Staketenzaun. | 09256829 |
|                | Wohnhaus in offener Bebauung, mit Garage und Einfriedung                                                                        | Franz-Mehring-Straße 18 (Karte)                                        | Um 1930                                                                                    | Villenartiger Putz-Klinker-Bau in expressiven Formen der 1920er Jahre, ortsentwicklungs- und baugeschichtliche Bedeutung. Zweigeschossig, Pyramidendach, Anbauten mit abgewalmten Dächern, aufwendige Putz-Klinker-Fassade streng geometrisch gegliedert, kleiner runder Eckerker, angesetztes Treppenhaus, aufwendiges Klinkerportal. | 09257186 |
|                | Villa | Grimmaische Straße 22 (Karte)                                          | Um 1900                                                                                    | Putzbau im Landhausstil, Giebel und Traufbereich verbrettert, hölzerne Anbauten, ortsentwicklungs- und baugeschichtliche Bedeutung. Eingeschossig, T-förmiger Grundriss, Krüppelwalmdächer, offene Holzveranda, an der rechten Seite Vorlaube, reiche Zierverbretterung der Giebel, alte Fenster. | 09257202 |
|                | Villa mit Gartenhaus | Grimmaische Straße 23 (Karte)                                          | Um 1915                                                                                    | Putzbau im Reformstil um 1915, Fassaden mit Pilastergliederung, ortsentwicklungs- und baugeschichtliche Bedeutung. Zweigeschossig, zweiachsig, Pyramidendach, an der linken Seite risalitartiger Vorbau mit Eingang, Putzfassade: schlichte, zweiachsige Pilastergliederung, Traufgesims, an der linken Seite Fensterreihe mit Pilasterrahmung. | 09257201 |
|                | Mietvilla mit Einfriedung | Grimmaische Straße 25 (Karte)                                          | Um 1900                                                                                    | Malerischer Putzbau in späthistoristischer Gestaltung, Putzgliederungen, Kunststeinelemente und Blendfachwerk, ortsentwicklungs- und baugeschichtliche Bedeutung. Zweigeschossig, Walmdach, Mittelrisalit mit zwei hintereinander gestaffelten Fachwerkgiebeln, an der rechten Seite Mittelrisalit mit von Pilastern flankiertem Eingang in Halbkrüppelwalmdach, im Erdgeschoss segmentbogige Fenster, Putzfassade: Stockgesims, Fensterrahmungen und Putzspiegel darunter, Quaderung. | 09257203 |
|                | Doppelmietvilla mit Einfriedung                                                                                                 | Grimmaische Straße 27, 29 (Karte)                                      | Um 1900                                                                                    | Späthistoristischer Putzbau mit Putzgliederungen und Kunststeinelementen, Einfriedung gemauerte Pfosten und schmiedeeiserne Zaunsfelder, ortsentwicklungs- und baugeschichtliche Bedeutung. Zweigeschossig, Satteldach, links Seiten-, rechts Mittelrisalit mit Ziergiebeln, Putzfassade: Stockgesims, profilierte Fensterrahmungen, Quaderung, rechts kleiner Vorbau mit Zierbrettergiebel über kielbogigem Portal. | 09257204 |
|                | Wohnhaus in halboffener Bebauung                                                                                                | Heinrich-Heine-Straße 12 (Karte)                                       | Um 1900                                                                                    | Historistischer Putzbau mit hölzernem Anbau, Putzgliederungen, Stuck- und Kunststeinelemente, ortsentwicklungsgeschichtliche Bedeutung. Zweigeschossig, dreiachsig, Satteldach, Putzfassade: Lisenengliederung, Eckquaderung, Stockgesims, architravierte Fensterrahmungen, halbrunder Erker mit Altan, linke Seite: doppelgeschossiger, hölzerner Vorbau, unten mit Eingang, oben Wintergarten. | 09257197 |
|                | Villa mit Einfriedung | Heinrich-Heine-Straße 30 (Karte)                                       | Um 1905                                                                                    | Qualitätvoller, malerisch gestalteter Putzbau im Landhausstil, Kunststeinelemente, sparsame Klinkergliederungen, Blendfachwerk und Verbretterung, ortsentwicklungs- und baugeschichtliche Bedeutung. Zweigeschossig, Halbwalmdach, links Eckrisalit mit Fachwerkgiebel, flach vorgebogener Erker, rechts offene Veranda unter großer Bogenstellung, aufwendige Holz-Zierformen. Die um 1905 entstandene Villa repräsentiert den in jener Zeit beliebten landhausartigen Typus in besonders ausdrucksvoller und reicher Form. Dieser entspricht eine malerische Gliederung des Baukörpers und die Verwendung vielfältiger, auf lebhafte Farbigkeit abzielender Materialien. Der kubische Hauptteil des Baukörpers, bedeckt mit einem Krüppelwalmdach, wird zur Straße hin durch Anbauten erweitert. Der Seitenrisalit fällt besonders durch seine geschwungenes Blendfachwerk und das raffiniert nach vorn gezogene Dach auf. Daneben ist eine breitbogige Loggia mit einem Abtritt zum Vorgarten angelegt. Entsprechend der asymmetrischen Aufteilung des Baues sind auch die Fassaden gestaltet. So gibt es neben den verputzten Flächen verbretterte oder mit Zierfachwerk versehene Partien. Der Standerker mit Kunststeinelementen, ein Balkon, Fenster mit aufwendiger Holzrahmung sowie Fensterläden bereichern zusätzlich das Bild. Historische Zitate werden weitgehend gemieden, dagegen ist der Einfluss des Jugendstiles spürbar, wie beispielsweise die Fliesenbänder mit dem floralen Dekor zeigen. Ein interessantes Detail ist auch das dreiachsige Dachhaus mit geschwungener Haube über der Loggia. Die Einfriedung des Gartengrundstücks ist nicht mehr die originale, sondern stammt aus der Zeit um 1930. Der Villenbau verweist auf die bereits im ausgehenden 19. Jahrhundert einsetzende Entwicklung von Borsdorf zum beliebten Vorort mit anspruchsvoller und ansprechender Villenbebauung. Er ist Teil des ausgedehnten Villengebiets südlich der Bahnstrecke Leipzig-Wurzen. Damit erlangt das Objekt ortsentwicklungsgeschichtliche Aussagekraft. Als charakteristischer Vertreter der Villenarchitektur um 1900 hat es auch baugeschichtliche Bedeutung. | 09257194 |
| Weitere Bilder | Schule | Heinrich-Heine-Straße 33 (Karte)                                       | 1905                                                                                       | Putzbau, älterer östlicher Teil in historisierenden Formen mit Jugendstilanklängen, Stuckdekor, aufwändig gestaltetes Portal, Erweiterungsbau im Reformstil um 1910, akzentuierende Reliefs, orts- und baugeschichtliche Bedeutung. Dreigeschossig, rechte Hälfte mit Halbwalmdach, linke Hälfte mit Mansarddach, Mittelrisalit mit historistischem Portal und Volutengiebel, Putzfassade: rechte Gebäudehälfte mit Pilastergliederung, Fensterrahmungen, profiliertes Sockel- und Traufgesims, an der linken Ecke eingeschossiger Fassadenvorsprung mit Jugendstilanklängen. | 09257195 |
|                | Villa | Heinrich-Heine-Straße 35 (Karte)                                       | Um 1905                                                                                    | Stattlicher Putzbau im Landhausstil, mit verbrettertem Giebel- und Traufbereich, Holzveranda, ortsentwicklungs- und baugeschichtliche Bedeutung. Zweigeschossig, Krüppelwalmdach, links Anbau mit Halbwalmdach, doppelgeschossiger, rechteckiger Erker, Veranda, Holzbalkon, hölzernes Vordach über dem Eingang auf der rechten Seite, reiche Zierverbretterung des Giebels, Putzfassade. | 09257193 |
|                | Wohnhaus in offener Bebauung mit Garage (Villa Ottmar Gerster)                                                                  | Heinrich-Heine-Straße 40 (Karte)                                       | Um 1935                                                                                    | Putzbau in den traditionellen Formen der Zeit um 1930, mit Klinkerelementen, Wohnhaus des Komponisten Ottmar Gerster (1897–1969), ortsentwicklungs-, bau- und personengeschichtliche Bedeutung. Zweigeschossig, drei unregelmäßige Achsen, Walmdach, risalitartiger Vorsprung mit aufwendigem Ziegelportal, rechte Seite: Anbau, Ziegelrahmung der Fenster, DDR-Sanierung. | 09257191 |
|                | Villa | Heinrich-Heine-Straße 41 (Karte)                                       | Um 1905                                                                                    | Putzbau im Landhausstil, mit Zierfachwerk und sparsamer Klinkergliederung, ortsentwicklungs- und baugeschichtliche Bedeutung. Eingeschossig, 1 + 2 + 1 Achse, Halbkrüppelwalmdach, Mittelrisalit mit Blendfachwerk, Putzfassade mit geziegelten Fensterbögen, Eingang in relativ aufwendigem, hölzernen Vorbau. | 09257192 |
|                | Villa mit Einfriedung | Heinrich-Heine-Straße 51 (Karte)                                       | Um 1905                                                                                    | Putzbau in späthistoristischen und jugendstiligen Formen, an den Giebeln kunstvolle Sprengwerke, ortsentwicklungs- und baugeschichtliche Bedeutung. Zweigeschossig, 1 + 2 + 1 Achse, Satteldach, Mittelrisalit mit reichem Freigespärre, Putzfassade mit Neo-Renaissance-Elementen, rechts wintergartenartiger Anbau. | 09257188 |
|                | Villa Wittner mit Einfriedung                                                                                                   | Heinrich-Heine-Straße 53 (Karte)                                       | Um 1900                                                                                    | Malerischer Putzbau des Späthistorismus, mit aufwändigen Holzkonstruktionen, ortsentwicklungs- und baugeschichtliche Bedeutung. Zweigeschossig, 2 + 2 + 1 Achse, walmartiges Hauptdach, Anbauten mit Satteldächern, Mittelrisalit mit aufwendigem Freigespärre, links aufwendig detaillierter Holzbalkon, rechts Obergeschoss in Holz mit hölzernem Dreiecks Erker, Putzfassade mit Fensterrahmungen. | 09257187 |
|                | Mietshaus in halboffener Bebauung und in Ecklage                                                                                | Heinrich-Kretschmann-Straße 1 (Karte)                                  | Um 1900                                                                                    | Späthistoristischer Putz-Klinker-Bau, mit Klinkergliederungen und Kunststeinelementen, ortsentwicklungs- und baugeschichtliche Bedeutung. Dreigeschossiges, straßenbildprägendes Gebäude in markanter Ecklage, originale Fliesen und Dekorationskacheln im Treppenhaus. | 09259487 |
|                | Mietshaus in halboffener Bebauung und in Ecklage                                                                                | Heinrich-Kretschmann-Straße 2 (Karte)                                  | Um 1905                                                                                    | Klinkerbau in späthistoristischen und jugendstiligen Formen, mit farbigen Klinkergliederungen, Mittelrisalit und Eckerker, straßenbildprägende Lage, ortsentwicklungs- und baugeschichtliche Bedeutung. Drei Geschosse, 8-3-8 Achsen, ausgebautes Dachgeschoss, Klinkerfassade, im Erdgeschoss mit farbigen Klinkerbändern, profiliertes Stock- und Traufgesims, Traufgesimszone farbig abgesetzt, Mittelrisalit über zwei Fensterachsen mit farbigem Dreieckgiebel, Eckerker mit geschweifter Haube, Eckladen profiliertes Stock- und Traufgesims, Klinkerfassade mit farbiger Klinkergliederung. | 09256868 |
|                | Doppelmietshaus in offener Bebauung                                                                                             | Heinrich-Kretschmann-Straße 3, 5 (Karte)                               | Um 1905                                                                                    | Klinkerbau in späthistoristischen und jugendstiligen Formen, mit aufwendiger farbiger Klinkergliederung, ortsentwicklungs- und baugeschichtliche Bedeutung. Drei Geschosse, acht Achsen, Stockgesims, Klinkerfassade mit farbiger Klinkergliederung, Klinkerbänder, profiliertes Traufgesims, Gesimszone farbig abgesetzt, Zwerchhäuser. | 09256867 |
|                | Doppelmietshaus in offener Bebauung                                                                                             | Heinrich-Kretschmann-Straße 4, 4b (Karte)                              | Um 1910                                                                                    | Klinker-Putz-Bau mit Merkmalen des Reformstils um 1910, Teil einer Wohnanlage aus fünf Doppelhäusern, ortsentwicklungs- und baugeschichtliche Bedeutung. Zwei Geschosse, sechs Achsen, auffällige Eckbetonung, Fenster zum Teil alt, identisch mit Heinrich-Kretzschmann-Straße 8/8b, bildet Ensemble mit Heinrich-Kretzschmann-Straße 6/6b, 7/7b und 9/9b. | 09256866 |
|                | Doppelmietshaus in offener Bebauung                                                                                             | Heinrich-Kretschmann-Straße 6, 6b (Karte)                              | Um 1910                                                                                    | Klinkerbau mit Merkmalen des Reformstils um 1910, Teil einer Wohnanlage aus fünf Doppelhäusern, ortsentwicklungs- und baugeschichtliche Bedeutung. Zwei Geschosse, besondere Eckausbildung, Klinkerfassade mit farbiger Klinkergliederung, ausgebautes Dachgeschoss, großes Rundbogenfenster im Erdgeschoss, bildet Ensemble mit Heinrich-Kretzschmann-Straße 4/4b, 7/7b, 8/8b und 9/9b. | 09256863 |
|                | Doppelmietshaus in offener Bebauung                                                                                             | Heinrich-Kretschmann-Straße 7, 7b (Karte)                              | Um 1905                                                                                    | Klinkerbau in Formen des ausgehenden Historismus, farbige Klinkergliederungen, Teil einer Wohnanlage aus fünf Doppelhäusern, ortsentwicklungs- und baugeschichtliche Bedeutung. Zwei Geschosse, vier Achsen, Klinkerfassade mit Klinkergliederung, identisch mit Heinrich-Kretzschmann-Straße 9/9b, bildet mit 6/6b und 8/8b und 4/4b Ensemble. | 09256865 |
|                | Doppelmietshaus in offener Bebauung                                                                                             | Heinrich-Kretschmann-Straße 8, 8b (Karte)                              | Um 1910                                                                                    | Klinker-Putz-Bau mit Merkmalen des Reformstils um 1910, Teil einer Wohnanlage aus fünf Doppelhäusern, ortsentwicklungs- und baugeschichtliche Bedeutung. Zwei Geschosse, ausgebautes Dachgeschoss, Putzfelder in den Fensterachsen, Eckbetonung durch mehrfach gebrochenen Erker. | 09256862 |
|                | Doppelmietshaus in offener Bebauung                                                                                             | Heinrich-Kretschmann-Straße 9, 9b (Karte)                              | Um 1905                                                                                    | Klinkerbau in Formen des ausgehenden Historismus, farbige Klinkergliederungen, Teil einer Wohnanlage aus fünf Doppelhäusern, ortsentwicklungs- und baugeschichtliche Bedeutung. Zwei Geschosse, vier Achsen, Klinkerfassade mit farbiger Klinkergliederung, Fenster neu, bildet Ensemble mit Heinrich-Kretzschmann-Straße 4/4b,6/6b, 8/8b, identisch mit Heinrich-Kretzschmann-Straße 7/7b. | 09256864 |
|                | Doppelmietshaus in offener Bebauung                                                                                             | Heinrich-Kretschmann-Straße 10, 12 (Karte)                             | Um 1910                                                                                    | Putz-Klinker-Bau in den Formen des ausgehenden Historismus und Jugendstils, Klinker- und Putzgliederungen, Stuckdekor, breite Zwerchhäuser mit geschwungener Giebellinie, ortsentwicklungs- und baugeschichtliche Bedeutung. Drei Geschosse, 16 Achsen, ausgebautes Dachgeschoss, Klinkersockelgeschoss, erstes und zweites Obergeschoss in Klinker mit farbiger Klinkergliederung, drittes Obergeschoss und Giebelfeld verputzt, Fenster zum Teil alt. | 09256861 |
|                | Doppelmietshaus in offener Bebauung                                                                                             | Heinrich-Kretschmann-Straße 11, 13 (Karte)                             | Um 1905                                                                                    | Putz-Klinker-Fassade mit Stuckdekorationen in Jugundstilformen, ortsentwicklungs- und baugeschichtliche Bedeutung. Drei Geschosse, 16 Achsen, ausgebautes Dachgeschoss, Werksteinsockel, Erdgeschoss Putzfassade (geglättet), erstes und zweites Obergeschoss Klinker, profilierte Stockgesimse, einfache Kunststein-Fenstereinfassung im Erdgeschoss, Seitenrisalite betont durch Stuck (Jugendstil) in den Fensterachsen, zum Teil entstellender Dachausbau, Mietshaus aber wichtig in der Straßenlage. | 09256860 |
| Weitere Bilder | Rathaus und Nebengebäude im Hof                                                                                                 | Heinrich-Kretschmann-Straße 15 (Rathausstraße 1) (Karte)               | 1928                                                                                       | Aufwändig gestalteter, dreiteiliger Putzbau in den Formen des Art déco, Gliederungselemente teils in Stein ausgeführt, Architekt: Arthur Carius, Leipzig, straßenbildprägende Wirkung, ortsgeschichtliche, baugeschichtliche, künstlerische und städtebauliche Bedeutung. Zwei rechteckige, dreigeschossige Baukörper mit Walmdach im rechten Winkel zueinanderstehend, verbunden durch ein über Eck gestelltes Mittelgebäude (vier Geschosse), Walmdach, Schieferdeckung, renoviert, Architekt war A. Carius. Vgl. Nebengebäude: eingeschossig, Klinkerfassade | 09256830 |
|                | Villa Kretschmann, mit Garten                                                                                                   | Industriestraße 1 (Karte)                                              | 1893–1894                                                                                  | Villa des Ziegeleibesitzers Kretschmann, malerischer Klinkerbau von hoher architektonischer Qualität, in Formen des Späthistorismus, ortsentwicklungsgeschichtliche, orts- und baugeschichtliche Bedeutung. Zweigeschossig, 1 + 2 + 1 Achse, kreuzförmiger Grundriss, sich durchkreuzende Satteldächer, Mittelrisalit, Klinkerbau mit Zierklinkern, Stockgesims, Schnitzzierformen in den Giebeln. Am 17. Januar 1893 beantragten die Verblendsteinwerke E. Kretschmann die Genehmigung zur Errichtung einer Villa. Die Pläne lieferte der Leipziger Architekt Richard Füssel. Fertiggestellt wurde der Bau 1894 (Baurevisionsprotokoll vom 10. Mai d. J.) und diente dann als Wohnsitz des Firmeneigners. Es handelt sich um ein zweigeschossiges Gebäude mit reicher Fassadengestaltung und Satteldach. Durch die Verwendung von verschieden farbigen, hauseigenen Ziegeln, Verblendern und Formsteinen in Verbindung mit Zierfachwerk erhält der Bau ein malerisches Erscheinungsbild. Stilistisch steht er unter dem Einfluss der Landhausarchitektur um 1900, die Einzelformen entsprechen der Gestaltungsweise späthistoristischer Architektur. Die symmetrisch ausgebildete Straßenfront wird durch eine Vorlage mit spitzem Giebel betont. Die Ostseite ist nach Süden in den Hauptgeschossen etwas eingezogen und bietet damit geschützten Raum für einen aufwändigen Holzbalkon. Rückseitig ist ein Vorbau mit untergeordneten Räumen angefügt, davor liegt der Hauseingang, der aufgrund des hoch liegenden Kellers über eine Außentreppe mit Vorhaus zu erreichen ist. Die Grundrissdisposition ist relativ einfach gehalten, allerdings zeigt sich doch eine auf Komfort zielende Verschränkung der Räume, von zentraler Funktion ist das nach Norden gelegene Treppenhaus. Ursprünglich war die Villa, die von einem längsrechteckigen, mit Mauer eingefassten Garten umgeben ist, Teil einer ausgedehnten Fabrikanlage. Von den Produktionsgebäuden der Verblendsteinwerke Kretschmann, die sich auf dem Fabrikgelände nördlich und westlich des Villenanwesens befanden, hat sich nichts in historischer Form erhalten. Spätestens 1919 waren die Verblendsteinwerke nicht mehr in Betrieb. Die Villa Industriestraße 1 ist ein Zeugnis für die im ausgehenden 19. Jahrhundert einsetzende Vorortentwicklung von Borsdorf. Begünstigt durch die Nähe zur Großstadt Leipzig und den Eisenbahnanschluss ist diese Entwicklung durch die Errichtung von Villen- und Mietshausbebauung sowie die Ansiedlung von Industriebetrieben geprägt. Daraus leitet sich der ortsgeschichtliche und ortsentwicklungsgeschichtliche Aussagewert des Objekts ab. Als Lieferant von Verblendsteinen, die für das Baugeschehen – insbesondere in Leipzig – im späten 19. Jahrhundert eine signifikante Bedeutung hatten, verbindet sich mit der Fa. Kretschmann unter baugeschichtlichem Aspekt ein spezielles Interesse. Die architektonische Gestaltung des Villenbaus mit den eigenen Fabrikaten erfolgte sicherlich auch mit der Absicht von Eigenwerbung und Referenz. Baugeschichtliche Aussagekraft erlangt das Gebäude überdies als ansprechendes und authentisches Beispiel einer Fabrikantenvilla aus der Zeit des Späthistorismus. In diesem Sinne ist es Ausdruck für Anspruch und Lebensweise seiner Bauherrschaft, die in ihrer Zeit eine herausgehobene Stellung in der Gesellschaft einnahm. | 09257179 |
|                | Datierungsstein einer Straßenbrücke                                                                                             | Leipziger Straße (am Ortsrand, hinter Nr. 1) (Karte)                   | 1787                                                                                       | Als Erinnerung an die alte Straßenbrücke in den Brückenneubau von 2004 eingefügt, orts- und verkehrsgeschichtliche Bedeutung. Dreibogige Brücke aus rotem Naturstein und gelben Klinkern mit schlichtem schmiedeeisernem Geländer, Straße als Damm angelegt, kein technisches Denkmal mehr. Abbruch der Brücke 2004. | 09259450 |
|                | Drei Straßenbrücken | Leipziger Straße (außerhalb des Ortes, westlich des Ortskerns) (Karte) | Um 1810                                                                                    | Bogenbrücken in Bruchsteinmauerwerk, mit bezeichneten Schlusssteinen, bau- und verkehrsgeschichtliche Bedeutung. Bruchstein, verputzt, Ziegelabdeckung, Schlussstein (Porphyrtuff) u. a. bezeichnet mit „F (gekreuzte Schwerter) A“, Schlussstein der Brücke III mit Datierung 180(9?). | 09300391 |
| Weitere Bilder | Wohnhaus in offener Bebauung und Gedenktafel                                                                                    | Leipziger Straße 1 (Karte)                                             | Um 1800 (Wohnhaus); 1930 (Gedenktafel)                                                     | Putzbau mit einfacher Putzgliederung, teils gerade, teils dreieckige Fensterverdachungen, Wohn- und Wirkungsstätte von August Bebel und Wilhelm Liebknecht, Gedenktafel in Bronze mit Profilbildnissen von Bebel und Liebknecht, personen- und zeitgeschichtliche Bedeutung. Zwei Geschosse, vier Achsen, stehende Gauben, flaches Walmdach, Putzfassade mit Eckquaderung, Stock- und Traufgesims, einfache Fensterverdachungen im Obergeschoss, Gedenktafel. Gedenktafel enthüllt am 30. März 1930, später versteckt, 1946 wieder angebracht. | 09256843 |
|                | Wohnhaus in offener Bebauung (Hirtenhaus)                                                                                       | Leipziger Straße 5 (Karte)                                             | 1748 erstmals urkundlich erwähnt                                                           | Eingeschossiger traufständiger Putzbau mit Satteldach und Fachwerkgiebel in alter Dorflage, orts- und sozialgeschichtliche Bedeutung. Ein Geschoss, Putzfassade, traufständig, Satteldach (Dachstuhl alt?). | 09256839 |
|                | Wohnhaus eines ehemaligen Vierseithofes                                                                                         | Leipziger Straße 6 (Karte)                                             | Um 1800                                                                                    | Fachwerkbau mit Krüppelwalmdach, ehemals Bestandteil der dörflichen Bebauung der alten Dorflage Borsdorf, orts- und baugeschichtliche Bedeutung. - Wohnhaus: zwei Geschosse, langgestreckter, rechteckiger Baukörper, Fachwerk-Obergeschoss, Krüppelwalmdach mit Schleppgauben, Dachstuhl aus Eichenholz, giebelständig, Rest einer Hofanlage, Datierung nach Auskunft, vermutlich ältestes Bauernhaus in Borsdorf - Scheune und Stall (um 1800): kein Denkmal, da entstellend verändert | 09256844 |
|                | Wohnhaus in offener Bebauung (ehemaliges Brückenzollhaus)                                                                       | Leipziger Straße 9 (Karte)                                             | 1824                                                                                       | Ehemals Haus des Brückenzolleinnehmers, eingeschossiger Putzbau mit Krüppelwalmdach, orts- und verkehrsgeschichtliche Bedeutung. Eingeschossig, rechteckiger Bau mit Krüppelwalmdach, stadtgeschichtliche Bedeutung. | 09256837 |
|                | Wohnhaus in offener Bebauung | Leipziger Straße 27 (Karte)                                            | Um 1905                                                                                    | Villenartiger Putzbau mit aufwändiger Fassadengliederung in Formen der Neorenaissance, Gliederungselemente aus Putz, Stuck und Kunststein, bau- und ortsentwicklungsgeschichtliche Bedeutung. Ein Geschoss, zwei Achsen, Putzbau mit Putzgliederung, aufwendige Fensterkunststeineinfassung mit Pilastern und Dreiecksgiebeln, mittig Nische mit Figur, bekrönt durch Zwerchhaus, saniert. | 09256836 |
|                | Doppelmietshaus in offener Bebauung                                                                                             | Leipziger Straße 41, 43 (Karte)                                        | Um 1900                                                                                    | Reiche Putz-Klinker-Fassaden in späthistoristischen Formen, Kunststeinelemente, Ziegelblendbögen und Stuckdekor, breite Zwerchhäuser mit steilen Dreiecksgiebeln, ortsentwicklungs- und baugeschichtliche Bedeutung. Drei Geschosse, 16 Achsen, ausgebautes Dachgeschoss (Dreiecksgiebel), Erdgeschoss Putzfassade mit Putznutung, profiliertes Stockgesims, erstes und zweites Obergeschoss Klinker, Kunststeinfenstereinfassungen, Putzspiegel unterhalb der Fenster im ersten Obergeschoss, jeweils zwei Fenster werden durch Ziegelblendbögen und Stuck zusammengefasst, einfache gerade Fensterverdachungen. | 09256832 |
|                | Parentationshalle auf dem Friedhof                                                                                              | Leipziger Straße 43a (Karte)                                           | 1900                                                                                       | Putzbau in neoromanischen Formen, mit Ziegelgliederungen, auf der Nordseite Anbau, orts- und baugeschichtliche Bedeutung. Kleiner neoromanischer Saalbau, Satteldach, Apsis, Putz/Klinker-Fassade, Blendbogen-Lisenengliederung, paralleler Anbau, dazwischen Eingangshalle. | 09257180 |
|                | Mietshaus in offener Bebauung und in Ecklage                                                                                    | Leipziger Straße 46 (Karte)                                            | Um 1905                                                                                    | Markantes Eckgebäude mit Putz-Klinker-Fassade in jugendstiligen Formen, Erdgeschoss mit Gaststätte, auf der Südseite eingeschossige Anbauten, teils massiv, teils in Holzkonstruktion, ortsentwicklungs- und baugeschichtliche Bedeutung. - Mietshaus: 5-1-7 Achsen, drei Geschosse, ausgebautes Dachgeschoss, Erdgeschoss Putzfassade, Stockgesims, erstes und zweites Obergeschoss Klinkerfassade, im zweien Obergeschoss Putzband im Fensterbereich, Fensterverdachungen mit Stuck, saniert - Nebengebäude: eingeschossig, Klinker mit Balustrade, einfache Klinkergliederung | 09256831 |
| Weitere Bilder | Wasserwerk mit Wasserturm, Wärterhaus (Nr. 59), Maschinenhaus (Nr. 61) und Filterbecken                                         | Leipziger Straße 59, 61 (Karte)                                        | 1903 (Kessel- und Maschinenhaus, Verwaltungsgebäude); 1929 (Wasserturm)                    | Wärterhaus und Maschinenhaus Klinkerbauten in späthistoristischer Gestaltung, Wasserturm Putzbau in expressiver Formensprache, landschaftsprägendes Ensemble, bau- und ortsgeschichtlich von Bedeutung, als Zeugnis der Wasserversorgung technikgeschichtlich von Bedeutung. - Wasserwerk: 1929 erbaut (2008 stillgelegt), war Teil des Panitzschen Netzes und versorgte die Ortschaften Borsdorf und Panitzsch, Turm wurde 2008 stillgelegt - Wasserturm mit Vorbau an der Westseite: verputzt, ausladendes Sockelgeschoss, nach oben verjüngend mit eingetieften Feldern, die rundbogig enden, ausladendes Obergeschoss mit eingetieften Feldern und kleinen Rechteckfenstern, Kegelmansarddach, Pumpengestänge zum Teil original erhalten, Absperrung des Gestänges, genieteter Wasserbehälter aus Stahlblech ca. 300 m³ Fassungsvermögen, teilweise originale Fenster aus Glasbausteinen im Kopfbau, originale Türen: Doppelflügeltür Rundbogen im Erdgeschoss, im Turm außenläufige Wendeltreppe aus Eisen-Stahl, Rundgänge auf zwei Etagen um Vorratsbehälter über originale Steigleitern zu erreichen, Balkenkonstruktion des Daches wahrscheinlich weitestgehend original, Vorbau: Walmdach, für ehemalige Pumpenanlage und abgehendem Lagerraum, hellblaue Wandfliesen, dunkelblaue-weiße sowie rot-braune Bodenfliesen, im Außenbereich noch erhaltenes Filterbecken, Beton der 1970er Jahre - Wärterhaus: an der Straße stehender eingeschossiger Klinkerbau mit Mittelrisalit und Krüppelwalmdach, zeit- und materialtypische Klinkergliederungen - Maschinenhaus: bestehend aus zwei giebelständigen Baukörpern mit Satteldächern, durch Zwischenbau verbunden, auch seitlich niedrige Anbauten, keine Technik erhalten, heute als Wohnhaus nachgenutzt | 09259027 |
|                | Villa mit Einfriedung | Parkstraße 3 (Karte)                                                   | 1895                                                                                       | Putz-Klinker-Bau in historisierenden Formen, Kunststein- und Stuckelemente sowie aufwändige Schwebegiebel, ortsentwicklungs- und baugeschichtliche Bedeutung. Zweigeschossig, 2 + 1 + 1 Achse, Satteldach, rechts eingeschossiger Querbau, Mittelrisalit mit Freigespärre, Erdgeschoss: Putzfassade mit Putznutung, Frauenkopfreliefs über den Fenstern, florale Reliefs, hohes, gerahmtes Fenster über dem Portal, Obergeschoss in Klinker mit aufstuckierten Fensterrahmungen. | 09257189 |
|                | Wohnhaus mit Einfriedung (Haus Reich)                                                                                           | Parkstraße 8 (Karte)                                                   | 1931                                                                                       | Putzbau im Stil des Modernen Bauens der 1920/1930er Jahre, Entwurf: Hugo Koch, Nerchau, Besitzer war der Schwager des Architekten, Lehrer Hermann Reich, ortsentwicklungsgeschichtliche, architekturgeschichtliche und künstlerische Bedeutung. Zweigeschossig, Flachdach, ein horizontal gelagerter und ein vertikal aufragender Kubus in einander geschachtelt, Putzfassade, große Fenster. | 09257206 |
| Weitere Bilder | Rathaus und Nebengebäude im Hof                                                                                                 | Rathausstraße 1 (Heinrich-Kretschmann-Straße 15) (Karte)               | 1928                                                                                       | Aufwändig gestalteter, dreiteiliger Putzbau in den Formen des Art déco, Gliederungselemente teils in Stein ausgeführt, Architekt: Arthur Carius, Leipzig, straßenbildprägende Wirkung, ortsgeschichtliche, baugeschichtliche, künstlerische und städtebauliche Bedeutung. Zwei rechteckige, dreigeschossige Baukörper mit Walmdach im rechten Winkel zueinanderstehend, verbunden durch ein über Eck gestelltes Mittelgebäude (vier Geschosse), Walmdach, Schieferdeckung, renoviert, Architekt: A. Carius vgl. Nebengebäude: eingeschossig, Klinkerfassade | 09256830 |
| Weitere Bilder | Kirche mit Ausstattung | Schulstraße 17 (Karte)                                                 | 1964–1967                                                                                  | Saalbau in traditionellen Formen, asymmetrisch eingefügter Glockenturm, Architekt: Fritz Ziel, Leipzig, orts-, bau-, kirchengeschichtliche und städtebauliche Bedeutung. Putzbau mit Kunststeinelementen, Satteldach, straßenseitig Gemeinderäume, Haupteingang seitlich im eingestellten Glockenturm, Altarwand und Kanzel durch den Maler und Grafiker Werner Juza gestaltet. | 09304360 |
| Weitere Bilder | Villa | Schulstraße 20 (Karte)                                                 | Um 1910                                                                                    | Putzbau im Reformstil um 1910, Putzgliederungen und Wintergarten in Holzkonstruktion, ortsentwicklungsgeschichtliche Bedeutung. Zweigeschossig, Walmdach mit Fledermausgauben, doppelgeschossiger Vorbau rechts, links wintergartenartiger Holzvorbau, an den Seiten mittelrisalitartige Vorsprünge, Putzfassade mit Sohlbankgesims, Klappläden. | 09257200 |
|                | Verwaltungsgebäude der ehemaligen Dampfschneide-Mühle & Bauholz-Handlung Bässler u. Bomnitz                                     | Steinweg 3 (Karte)                                                     | Um 1890                                                                                    | Klinkerbau in späthistoristischer Gestaltung, mit Natur- und Kunststeinelementen, straßenbildprägend, orts- und baugeschichtliche Bedeutung. - Verwaltungsgebäude: zweigeschossig, 1 + 7 + 1 Achse, Krüppelwalmdach mit Gauben, Eckrisalite, Klinkerfassade mit Stockgesims - Wohnhäuser (Abbruch vor 2012): zweigeschossig, Walmdächer, Risalite, Klinkerfassaden mit Stockgesimsen | 09257207 |
|                | Villa | Steinweg 7 (Karte)                                                     | Um 1900                                                                                    | Späthistoristischer Putzbau mit Putzgliederungen und Fensterrahmungen in Klinker und Kunststein, baugeschichtliche Bedeutung. Eineinhalbgeschossig, 2 + 1 + 1 Achse, Halbkrüppelwalmdach, Mittelrisalit, Putzfassade mit grünen Zierziegeln und Fensterrahmungen. | 09257208 |
|                | Villa | Viadukt 4 (Karte)                                                      | Um 1915                                                                                    | Putzbau im Reform- und Heimatstil um 1910, Sommersitz eines Leipziger Unternehmers, ortsentwicklungs- und baugeschichtliche Bedeutung. Eingeschossig, zweiachsig, Mansarddach mit Krüppelschopf, Putzfassade, offener Eingangsraum an der rechten Ecke mit Pfeiler, linke Seite: Mittelrisalit mit Erkerchen, Klappläden. | 09257205 |
|                | Villa, mit Garten | Zweenfurther Straße 1c (Karte)                                         | Um 1905                                                                                    | Reich gegliederter Putzbau im Landhausstil, Blendfachwerk und Türmchen mit Schweifhaube, ortsentwicklungs- und baugeschichtliche Bedeutung. Eingeschossig, Walmdächer, Turm mit Haube im Zwickel der beiden Gebäudeflügel, Blendfachwerk, großes segmentbogiges Fenster. | 09257198 |
|                | Mietvilla, mit Einfriedung | Zweenfurther Straße 3 (Karte)                                          | Um 1900                                                                                    | Späthistoristischer Putzbau mit reicher Putzgliederung, Kunststein- und Stuckelementen, Schwebegiebel mit Sägeornament, ortsentwicklungs- und baugeschichtliche Bedeutung. Zweigeschossig, T-förmiger Grundriss, zwei Satteldächer im rechten Winkel, Giebel mit Freigespärre, polygonaler, doppelgeschossiger Erker, Mittelrisalit an der linken Seite, Putzfassade: Putznutung, Eckquaderung, profiliertes Trauf- und Stockgesims, profilierte Sohlbänke und Fensterverdachungen auf skulpierten Konsolen. | 09257199 |

## Cunnersdorf
| Bild           | Bezeichnung                           | Lage                   | Datierung           | Beschreibung | ID       |
| -------------- | ------------------------------------- | ---------------------- | ------------------- | --- | -------- |
| Weitere Bilder | Ehemaliges Herrenhaus des Rittergutes | Am Wieseneck 7 (Karte) | Bezeichnet mit 1732 | Barocker Putzbau mit Porphyrtuffelementen, mächtiges gebrochenes Walmdach, orts-, kultur- und baugeschichtliche Bedeutung. Ehemals im Besitz des Rats der Stadt Leipzig (16. Jahrhundert bis nach 1920), verputzter Bau mit Porphyrtuffgewänden und Mansardwalmdach, mit Schlussstein von 1732, eingebaut in Hofanlage über rechteckigem Grundriss. Hofgebäude zweite Hälfte 19. Jahrhundert, diese aufgrund weitreichender Veränderungen keine Denkmale. | 08970037 |

## Panitzsch
| Bild           | Bezeichnung | Lage                                                | Datierung | Beschreibung | ID       |
| -------------- | --- | --------------------------------------------------- | --- | --- | -------- |
| Weitere Bilder | Wohnhaus von Margarete Blank (Dr.-Margarete-Blank-Gedenk- und Begegnungsstätte Panitzsch)                                                                               | Dr.-Margarete-Blank-Straße 15 (Karte)               | Um 1925 | Laubenartiger Holzbau, von 1928 bis 1945 Wohnort von Dr. Margarete Blank (1901–1945), einer Ärztin und Widerstandskämpferin gegen den Faschismus, hingerichtet im Februar 1945 in Dresden, zeit- und personengeschichtliche Bedeutung. Das eingeschossige holzvertäfeltes Gartenhaus mit Walmdach befindet sich im Randbereich von Panitzsch. Vom Beginn der 1930er Jahre bis 1944 war es Wohnsitz der deutsch-baltischen Ärztin Margarete Blank, die seit 1929 in Panitzsch praktizierte. Wegen ihrer medizinischen Hilfe für KZ-Häftlinge und Zwangsarbeiter wurde Blank am 8. Februar 1945 in Dresden hingerichtet. In dem Wohnhaus ist eine Gedenk- und Begegnungsstätte eingerichtet. Das Gebäude verkörpert einen personengeschichtlichen Erinnerungswert, verbunden mit Aussagewerten zur Zeitgeschichte, insbesondere auf den Nationalsozialismus bezogen. Heute Museum. | 08970031 |
| Weitere Bilder | Seitengebäude eines Bauernhofes | Hauptstraße 2 (Karte)                               | Um 1890 | Sehr aufwändige, regionaltypische Gestaltung eines Stallgebäudes in Bruchstein sowie gelben und roten Klinkern, bau- und heimatgeschichtliche Bedeutung. - östliches Seitengebäude: Bruchsteinmauerwerk im Erdgeschoss, im Obergeschoss rote und gelbe Klinker, Dreiecksgiebel, stark verwitterte Sandstein-Inschrifttafel - nördliches Seitengebäude (Streichung 2012): gelbe Klinker mit Krüppelwalmdach und Biberschwanzdeckung - giebelständiges Wohnhaus (Streichung 2010): 1. Hälfte 19. Jahrhundert, mit Satteldach | 08970030 |
|                | Gedenkstein Margarete Blank (neben der Schule Hauptstraße 10) | Hauptstraße 10 (neben) (Karte)                      | 1950er Jahre | Naturstein mit polierter Frontseite und Goldschrift, darüber rotes Dreieck, zur Erinnerung an Dr. Margarete Blank (1901–1945), einer Ärztin und Widerstandskämpferin gegen den Faschismus, hingerichtet im Februar 1945 in Dresden, personen- und zeitgeschichtliche Bedeutung. Wohl in den 1950er Jahren aufgestellt, Block aus Naturstein (Granit), erinnert an die Ärztin Margarete Blank, die wegen ihrer medizinischen Hilfe für KZ-Häftlinge und Zwangsarbeiter am 8. Februar 1945 hingerichtet wurde, zudem Zeugnis der Gedenkkultur der DDR für Opfer des NS-Regimes. | 08970021 |
|                | Seitengebäude und Scheune eines Bauernhofes | Hauptstraße 15 (Karte)                              | Ende 19. Jahrhundert                                                                                                  | Zeit- und regionaltypische Bruchstein-Ziegel-Bauten, mit repräsentativer Giebelgestaltung, straßenbildprägend, orts- und baugeschichtliche Bedeutung. Große Durchfahrtsscheune mit originaler Pflasterung in der Durchfahrt, Satteldach mit Biberschwanzdeckung, Giebel durch Lisenen gegliedert, Ladebalken im Innern. | 08970017 |
| Weitere Bilder | Kirche mit Ausstattung und Kirchhof mit Toranlage, Einfriedungsmauer, Kriegerdenkmal für die Gefallenen des Ersten Weltkrieges und einigen Grabsteinen auf dem Kirchhof | Lange Straße (hinter Nr. 17) (Karte)                | 13. Jahrhundert (Kirche); Ende 14. Jahrhundert (kleine Glocke); 1724 (Kanzelaltar); um 1725 (Taufengel); 1785 (Orgel) | Romanischer Saalbau mit Westturm, barocker Kanzelaltar, Toranlage mit Einfahrt und Pforte, klassizistische Grabsteine, quaderförmiges Denkmal für die Gefallenen des Ersten Weltkrieges, trauernde Soldatenfigur im Relief, ortsgeschichtliche, baugeschichtliche, kirchengeschichtliche, künstlerische und ortsbildprägende (städtebauliche) Bedeutung. Im Innern barocke Ausstattung, Kanzelaltar, zwei mittelalterliche Glocken, große Glocke von 1459, vermutlich von Nikolaus Eisenberg, kleine Glocke Ende 14. Jahrhundert, beide mit Ritzzeichnungen, Rest des romanischen Taufsteins, barocker Taufengel, spätbarocke Flemmingorgel von 1785, Kirche erhielt 1705 ein längeres rechteckiges Kirchenschiff. | 08970027 |
|                | Wohnhaus, Toranlage und Vorgarteneinfriedung eines Dreiseithofes | Lange Straße 1 (Karte)                              | Um 1810 (Bauernhaus); um 1890 (Einfriedung)                                                                           | Putzbau mit Krüppelwalmdach, im Obergeschoss vermutlich Fachwerk, Toreinfahrt mit seitlicher Pforte, Bestandteil der ursprünglichen Ortskernbebauung, orts- und baugeschichtliche Bedeutung. Scheune: gelber Klinker, große Tore, Dach fehlt, grenzt an Scheune von Nummer 3, die ähnlich gestaltet ist. | 08970036 |
| Weitere Bilder | Bildrelief und Sitznischenportal des ehemaligen Gasthofes Blauer Engel                                                                                                  | Lange Straße 5c (Karte)                             | 1692 (Sitznischenportal); 18. Jahrhundert (Hauszeichen)                                                               | Barockes Sandsteinrelief mit Engelsfigur, Portal in Rochlitzer Porphyrtuff, mit Sitzen und Beschlagwerk, ortsgeschichtliche und künstlerische Bedeutung. - Relief: Sandsteinplatte mit stehender, leicht zur Seite gedrehter Engelsfigur, oberer Teil mit Rahmung, bestehend aus Akanthusblatt, Voluten und seitlichen Girlanden, Reste von Farbfassung und Inschrift - Türgewände: Rochlitzer Porphyrtuff, rundbogig, Bogenteil mit Beschlagwerk und Engelsköpfchen, seitlich runde Sitze, unter dem Engelsköpfchen Datierung 1692 | 09304415 |
|                | Wohnhaus, Seitengebäude, Scheune und Vorgarteneinfriedung eines Dreiseithofes                                                                                           | Lange Straße 8 (Karte)                              | 2. Hälfte 19. Jahrhundert (Dreiseithof); Ende 19. Jahrhundert (Scheune); um 1915 (Bauernhaus)                         | Putz- und Klinkerbauten, stattliche und geschlossen erhaltene Hofanlage, Teil der historischen Ortskernbebauung. - Wohnhaus: giebelständig, verputzt, Krüppelwalmdach, Klinkersockel, Putz, Fenster und Dach jüngst restauriert, Traufgesims, Bogenfenster zur Hofseite - Scheune: gelber Klinker mit zwei großen Toren, Satteldach - Stall: verputzt, Biberschwanzdeckung | 08970034 |
| Weitere Bilder | Wohnhaus, Seitengebäude, Scheune, Toreinfahrt und Hofpflasterung eines Bauernhofes                                                                                      | Lange Straße 13 (Karte)                             | Um 1820 (Bauernhaus); Ende 19. Jahrhundert (Seitengebäude)                                                            | Wohnhaus verputzter Lehmbau mit Krüppelwalmdach, Seitengebäude und Scheune verputzte Ziegelbauten, Teil der historischen Ortskernbebauung, orts- und baugeschichtliche Bedeutung. - Wohnhaus: zwei Geschosse, vier Achsen, Biberschwanzdeckung, Fenstergewände aus Holz, im ersten und zweiten Obergeschoss Massivlehm, Fenster neu, Fenstergröße beibehalten. An Giebelseite im Dachgeschoss originales kleines Fenster mit Sprossen - Scheune: Ziegel verputzt, Satteldach, Hoftor. Stallgebäude: Ziegel verputzt, Biberschwanzdeckung, alter Dachstuhl, Zustand schlecht | 08970024 |
|                | Wohnhaus, zwei Seitengebäude, Scheune und Toreinfahrt eines Vierseithofes                                                                                               | Lange Straße 15 (Karte)                             | Um 1800 (Bauernhaus); 2. Hälfte 19. Jahrhundert (Scheune)                                                             | Wohnhaus Putzbau mit Satteldach, im Obergeschoss wohl partiell noch Fachwerk, Seitengebäude und Scheune teils in Ziegel-Bruchstein-, teils in Ziegelmauerwerk, geschlossen erhaltene Hofanlage der historischen Ortskernbebauung, orts- und baugeschichtliche Bedeutung. - Wohnhaus: giebelständig, Bogenfenster, Fenster im Giebel verputzt, vermutlich Fachwerkbau, Dach und Fenster neu. - Scheune: Ziegel, Satteldach, Biberschwanzdeckung, Stall (rechts) mit Bruchsteinmauerwerk, Ziegel, Krüppelwalmdach, Deckung neu, zwei Zwerchhäuser, eine Ladeluke, verzierte Firststeine | 08970025 |
| Weitere Bilder | Pfarrhaus, zwei Seitengebäude, Toranlage, Einfriedungsmauer und Hofpflasterung eines Pfarrhofes                                                                         | Lange Straße 17 (Karte)                             | Um 1850 | Pfarrhaus stattlicher Putzbau mit Walmdach, Seitengebäude in Bruchstein- und Ziegelmauerwerk, teils verputzt, repräsentativ gestaltete Anlage in unmittelbarer Nähe zur Kirche, ortsgeschichtliche, kirchengeschichtliche und baugeschichtliche Bedeutung. - Wohnhaus: zwei Geschosse, Putzgliederung, Walmdach mit Biberschwanzdeckung, Wohnhstallhaus: Bruchsteinsockel, Putzfassade, Satteldach, zwei Zwerchhäuser, alter Dachstuhl, Gebäude möglicherweise aus Massivlehm errichtet - Scheune: Bruchsteinmauerwerk im Erdgeschoss, Ziegel, teilweise Massivlehm, Biberschwanzdeckung - Einfriedungsmauer: aus Feldsteinen und Lehm, aus dem 18. Jahrhundert | 08970026 |
| Weitere Bilder | Wohnhaus, mit Einfriedung und hofseitigem Nebengebäude | Plösitzer Straße 9 (Karte)                          | 1886–1887 | Typisches vorstädtisches Wohngebäude des ausgehenden 19. Jahrhunderts, Klinkerfassade mit Sand- und Kunststeingliederungen, Satteldach, Einfriedung mit seitlichem Wandabschluss in Klinker sowie schmiedeeisernen Zaunsfeldern, Nebengebäude (ehemalig) mit Remise und Stallungen, bau- und ortsentwicklungsgeschichtlich von Bedeutung | 08970011 |
| Weitere Bilder | Eiskeller und Freilichtbühne im ehemaligen Gutspark | Sommerfelder Straße (im Park, hinter Nr. 6) (Karte) | Um 1880 (Eiskeller); 1962 (Freilichtbühne)                                                                            | Eiskeller etwas erhöht gelegenes Bauwerk in gelben Klinkern mit umgebenden Erdkörper, Bühne mehrstufige Anlage in Bruchsteinmauerwerk, orts- und baugeschichtliche Bedeutung. - Eiskeller: Erhöht gelegen und von Erdhügel eingefasst, Tonne und Schildmauern in gelben Klinkern, der Zugang lässt noch eine romantisierende, naturnahe Gestaltung erkennen. Der Erdkeller ist ein Zeugnis der Wirtschaftshaltung in der Vergangenheit, zudem hat er einen exemplarischen Wert hinsichtlich der Baugattung - Freilichtbühne: Mehrstufiger Aufbau, Pfosten und Brüstungsmauern aus Bruchstein gemauert, vorderer Abschluss halbrund. Mit Treppen. Aussagewert zum örtlichen Kulturleben in DDR-Zeiten, zudem Dokument einer charakteristischen gesellschaftliche Bauaufgabe, dadurch auch baugeschichtlich von Bedeutung.                                                         | 08970008 |
| Weitere Bilder | Wohnhaus, zwei Seitengebäude, Scheune und Toreinfahrt eines Dreiseithofes                                                                                               | Teichstraße 2 (Karte)                               | Um 1915 | Wohnhaus anspruchsvoll gestalteter Putzbau in den Formen der Zeit um 1910, Seitengebäude und Scheune teils Putz-, teils gelbe Klinkerbauten, als gut erhaltene Hofanlage Zeugnis der historischen Ortsbebauung, orts- und baugeschichtliche Bedeutung. - Wohnhaus: mächtiger Mansardgiebel, Fenster und Dach alt (Biberschwanzdeckung), straßenseitig kleiner halbrunder Vorbau, Erdgeschoss verklinkert, hofseitig zwei kleine Reliefs in Dachgeschosszone, Wohnhaus ca. 1910/15 erbaut - Erster Stall und Scheune: aus gelbem Backstein - Scheune: mit bogenförmigen Scheunentoren, zweites Stallgebäude verputzt | 08970005 |
|                | Wohnhaus eines ehemaligen Vierseithofes | Teichstraße 3 (Karte)                               | 1. Hälfte 19. Jahrhundert                                                                                             | Putzbau mit Krüppelwalmdach, im Kern möglicherweise Lehmbauweise oder Fachwerk, Bestandteil der historischen Ortskernbebauung, orts- und baugeschichtliche Bedeutung. - Wohnhaus: zwei Geschosse, traufständig, neue Fenster, Größen jedoch beibehalten, bewegter Dachstuhl - der ans Wohnhaus anschließende Stall: Erdgeschoss mit Bruchsteinmauerwerk, Obergeschoss Ziegel (verputzt), Satteldach - giebelständiges Seitengebäude: stark verändert, ebenso wie Scheune kein Denkmal Hofpflasterung aus Feldsteinen, Stall und Hofpflasterung wurden als Denkmal 2004 gestrichen. | 08970006 |
|                | Wohnhaus, zwei Seitengebäude und Toranlage eines Vierseithofes | Teichstraße 4 (Karte)                               | 18. Jahrhundert (Bauernhaus); Ende 19. Jahrhundert (Seitengebäude)                                                    | Wohnhaus Putzbau, im Kern wohl Lehm-Erdgeschoss und Fachwerk-Obergeschoss, Seitengebäude in Bruchstein- und Ziegelmauerwerk, teils verputzt, ortstypische Hofanlage, Wohnhaus wahrscheinlich eines der ältesten Gebäude des Dorfes, orts- und baugeschichtliche Bedeutung. - Wohnhaus: im Erdgeschoss vermutlich Lehm, giebelständig - schönes Seitengebäude: aus gelbem Backstein, Krüppelwalmdach, Fenster des Wohnhauses neu und entstellend vergrößert, alte Fenster und altes Dach - Stall: aus rotem Backstein im Obergeschoss, Erdgeschoss Bruchsteinmauerwerk mit gelber Klinkerrahmung der Türen und Fenster - Torpfeiler: mit Kugelbekrönung | 08970007 |
| Weitere Bilder | Ehemaliges Herrenhaus | Teichstraße 5 (Karte)                               | Um 1860 | Stattlicher Putzbau, Fassadengliederung durch Eckrisalite, Lisenen und Blendbögen, Mansarddach, ortsbildprägend, orts- und baugeschichtliche Bedeutung. Zweigeschossiger Bau mit Bruchsteinsockel und Mansarddach, 2/3/2 Achsen, Putzfassade, Bogenfenster im Erdgeschoss, Rechteckfenster im Obergeschoss (teilweise vermauert), Zwerchhäuschen, Fenster alt, straßenseitige Fassade durch zwei Seitenrisalite mit Lisenengliederung gestaltet, rückwärtig zwei turmartige Anbauten, Terrasse neu, Sandsteingewände, mehrfach umgebaut, innen keine originale Ausstattung mehr, ab 1948 als Schule genutzt (Polytechnische Oberschule Dr. Margarete Blank). | 08970004 |

## Zweenfurth
| Bild           | Bezeichnung | Lage                                                                   | Datierung | Beschreibung | ID       |
| -------------- | --- | ---------------------------------------------------------------------- | --- | --- | -------- |
| Weitere Bilder | Kirche mit Ausstattung | Dorfstraße (Karte)                                                     | 13. Jahrhundert (Kirche); 1844 (Orgel)                                                                                   | Saalbau, im Kern romanische Chorturmkirche, Turm mit barockem Aufsatz, Schiff in den Formen der frühen Neogotik, ortsgeschichtliche, kirchengeschichtliche, baugeschichtliche, künstlerische und städtebauliche Bedeutung. Turm vor 1751 aufgestockt, Saal 1844, Restaurierungen: 1895, 1938, 1991 an drei Seiten eingeschossige Empore, der Turm mit Rundbogen nach Westen geöffnet, nach Osten Rundbogen zugesetzt, Ausstattung einheitlich klassizistisch, 1844 Orgel von Christian Carl David Beyer. | 09257219 |
|                | Ehemaliges Malzhaus des Erbschenkgutes | Dorfstraße 2 (Karte)                                                   | 2. Hälfte 18. Jahrhundert                                                                                                | Fachwerkbau, seit 2001 als Bürgerhaus genutzt, orts- und baugeschichtliche Bedeutung. Malztenne, eingeweichtes Getreide hier zum Keimen und Auswachsen ausgeschüttet, zweigeschossiger, traufständiger Bau, Obergeschoss Fachwerk, Krüppelwalmdach. Toreinfahrt und Hofpflasterung: Streichung 2012. | 09257220 |
|                | Wohnhaus eines Dreiseithofes | Dorfstraße 12 (Karte)                                                  | Um 1800 | Giebelständiger Putzbau, steiles Satteldach, im Kern wahrscheinlich Fachwerkkonstruktion, orts- und baugeschichtliche Bedeutung. - Wohnhaus Nummer 12: zweigeschossig, Satteldach, profiliertes Traufgesims, doppeltes Rundbogenfenster im Giebel, zum Teil alte Fenster - Wirtschaftsgebäude Nummer 12a (Streichung 2012): Klinkermauerwerk, Satteldächer | 09257211 |
|                | Ehemalige Kirchschule, heute Wohnhaus | Dorfstraße 13 (Karte)                                                  | 1906 | Relativ reich gestalteter Putzbau in späthistoristischen Formen, mit Putzgliederungen und Kunststeinelementen, unmittelbare Nachbarschaft zur Kirche, orts- und baugeschichtliche Bedeutung. Zweigeschossig, vierachsig, T-förmiger Grundriss, Satteldächer, Putzfassade: profiliertes Trauf- und Stockgesims, Putznutung, profilierte Fensterrahmungen, aufwendiges Portal sowie Giebel, Nutzung als Schule bis 1925, danach Wohnhaus. Südöstliche Hälfte (2012 Streichung nach Veränderung): zweigeschossig, fünfachsig, Halbkrüppelwalmdach, Erdgeschoss: Lehmmauerwerk, Obergeschoss: Fachwerk, zweiriegelig, eck- und bundstrebig, Bruchsteinsockel, profiliertes Traufgesims, alte Tür und Fenster. | 09257218 |
|                | Ehemaliges Gemeindehaus | Dorfstraße 23 (Karte)                                                  | Um 1800 | Eingeschossiger Bau mit Fachwerkgiebeln, orts- und sozialgeschichtliche Bedeutung. Eingeschossig, Krüppelwalmdach, Dachgaube, Lehmmauerwerk, alte Tür. | 09257217 |
|                | Spritzenhaus | Hirschfelder Straße (in der Ortsmitte, neben Dorfstraße 1) (Karte)     | 1844 | Putzbau, oberer Teil verbrettert, ortsgeschichtliche Bedeutung. Eingeschossiger, traufständiger Bau, Satteldach, Stirnseite mit zweiflügligem Tor, seitliche Rolltor an der Längsseite wohl jünger. | 09304416 |
| Weitere Bilder | Straßenbrücke über die Parthe | Hirschfelder Straße (Karte)                                            | Bezeichnet mit 1864 | Dreibogig, Bruchstein- und Ziegelmauerwerk, bau- und verkehrsgeschichtliche Bedeutung. Dreibogige Brücke aus Naturstein über die Parthe, Backstein und Beton. | 09259448 |
|                | Friedenslinde | Hirschfelder Straße (am Mühlenteich, gegenüber Mühlenstraße 1) (Karte) | 1871 | Gepflanzt zur Erinnerung an den Friedensschluss 1871, orts- und zeitgeschichtliche Bedeutung. Winterlinde, davor Findling mit Datierung, Platzeinfassung mit steinernen Pfosten und eisernem Gitter geht wohl auf die Neugestaltung von 2003/04 zurück. | 09304417 |
|                | Ehemaliger Gasthof | Hirschfelder Straße 2 (Karte)                                          | 1853 | Putzbau mit zeittypisch schlichter Fassadengliederung und Satteldach, wichtiger Bestandteil des Ortsbilds, orts- und baugeschichtliche Bedeutung. - Gasthof: zweigeschossiger Putzbau mit Satteldach und schöner Tür mit profilierten Gewände, Putz erneuert, alte Fassadenstruktur erhalten, späterer Ladeneinbau, kräftiges profiliertes Traufgesims - Nebengebäude: ein Geschoss, Beuchaer Granit, ursprünglich verputzt, Satteldach, giebelständig, Fachwerk-Giebel | 09258381 |
|                | Villa | Hirschfelder Straße 7 (Karte)                                          | Bezeichnet mit 1896 | Späthistoristischer Klinkerbau in Ortsrandlage, ortsentwicklungsgeschichtliche Bedeutung. Zweigeschossig, Satteldach, Klinkerfassade, Bruchsteinsockel, vorbauartiger Mittelrisalit mit Eingang und Relief über diesem, Vorlaube auf der linken Seite. | 09257225 |
| Weitere Bilder | Ehemalige Wachstuchfabrik Alexander Schumann (Sachgesamtheit), später VEB Kunstleder Borsdorf | Leipziger Straße 94 (Karte)                                            | 1902–1905 | Sachgesamtheit ehemalige Wachstuchfabrik Alexander Schumann mit folgenden Einzeldenkmalen: westlicher Gebäuderiegel mit zwei Fabrikgebäuden mit älteren Anbauten und dazwischenliegendem ehemaligen Kesselhaus, östliche Gebäudereihe mit ehemaligem Druckereigebäude, Lagergebäude und Siederei sowie die im Innern des Fabrikareals stehenden Bauten: ehemaliges Betriebsbeamtenwohnhaus, Sozialgebäude, Verwaltung und Warmhaus (09306798), außerdem die Pflasterung und Grüngestaltung des Betriebsgeländes sowie der Feuerlöschteich und das Gartenareal im Süden des Betriebsgeländes als Sachgesamtheitsteile; in ihren Strukturen weitgehend erhaltene Fabrikanlage des Leipziger Architekten Paul Lange in anspruchsvoller und zeittypischer historisierender Gestaltung, von regional- und ortsgeschichtlicher sowie wirtschafts-, technik- und baugeschichtlicher Bedeutung | 09306797 |
|                | Westlicher Gebäuderiegel mit zwei Fabrikgebäuden mit älteren Anbauten und dazwischenliegendem ehemaligen Kesselhaus, östliche Gebäudereihe mit ehemaligem Druckereigebäude, Lagergebäude und Siederei sowie die im Innern des Fabrikareals stehenden Bauten: ehemaliges Betriebsbeamtenwohnhaus, Sozialgebäude, Verwaltung und Warmhaus (Einzeldenkmale der Sachgesamtheit 09306797) | Leipziger Straße 94 (Karte)                                            | 1901–1905 (Textilfabrik); 1901–1902 (Fabrikgebäude); 1905 (Verwaltungsgebäude, Kontorhaus und Kessel- und Maschinenhaus) | Einzeldenkmale der Sachgesamtheit ehemalige Wachstuchfabrik Alexander Schumann; gelbe Klinkerbauten in historistischer Gestaltung, Architekt war Paul Lange, von regional- und ortsgeschichtlicher sowie wirtschafts-, technik- und baugeschichtlicher Bedeutung | 09306798 |
|                | Häuslerhaus | Mühlenstraße 7 (Karte)                                                 | 1. Hälfte 19. Jahrhundert                                                                                                | Eingeschossiger Putzbau, Teil der historischen Ortsbebauung, baugeschichtliche Bedeutung. Satteldach, vermutlich Lehmmauerwerk. | 09257222 |
|                | Wohnhaus und Toranlage eines Bauernhofes | Mühlenstraße 9 (Karte)                                                 | Um 1800 | Fachwerkbau mit Krüppelwalmdach, Toreinfahrt mit seitlicher Pforte, eines der wenigen in alter Form erhaltenen Bauernhäuser des Ortes, heimat- und baugeschichtliche Bedeutung. - Wohnhaus: zweigeschossig, fünfachsig, Krüppelwalmdach, Obergeschoss Fachwerk, zweiriegelig, eckstrebig - Auszüglerhaus: zweigeschossig, Satteldach, profiliertes Traufgesims | 09257223 |

## Tabellenlegende
- Bild: Bild des Kulturdenkmals, ggf. zusätzlich mit einem Link zu weiteren Fotos des Kulturdenkmals im Medienarchiv Wikimedia Commons. Wenn man auf das Kamerasymbol klickt, können Fotos zu Kulturdenkmalen aus dieser Liste hochgeladen werden:
- Bezeichnung: Denkmalgeschützte Objekte und ggf. Bauwerksname des Kulturdenkmals
- Lage: Straßenname und Hausnummer oder Flurstücknummer des Kulturdenkmals. Die Grundsortierung der Liste erfolgt nach dieser Adresse. Der Link (Karte) führt zu verschiedenen Kartendiensten mit der Position des Kulturdenkmals. Fehlt dieser Link, wurden die Koordinaten noch nicht eingetragen. Sind diese bekannt, können sie über ein Tool mit einer Kartenansicht einfach nachgetragen werden. In dieser Kartenansicht sind Kulturdenkmale ohne Koordinaten mit einem roten bzw. orangen Marker dargestellt und können durch Verschieben auf die richtige Position in der Karte mit Koordinaten versehen werden. Kulturdenkmale ohne Bild sind an einem blauen bzw. roten Marker erkennbar.
- Datierung: Baubeginn, Fertigstellung, Datum der Erstnennung oder grobe zeitliche Einordnung entsprechend des Eintrags in der sächsischen Denkmaldatenbank
- Beschreibung: Kurzcharakteristik des Kulturdenkmals entsprechend des Eintrags in der sächsischen Denkmaldatenbank, ggf. ergänzt durch die dort nur selten veröffentlichten Erfassungstexte oder zusätzliche Informationen
- ID: Vom Landesamt für Denkmalpflege Sachsen vergebene, das Kulturdenkmal eindeutig identifizierende Objekt-Nummer. Der Link führt zum PDF-Denkmaldokument des Landesamtes für Denkmalpflege Sachsen. Bei ehemaligen Kulturdenkmalen können die Objektnummern unbekannt sein und deshalb fehlen bzw. die Links von aus der Datenbank entfernten Objektnummern ins Leere führen. Ein ggf. vorhandenes Icon  führt zu den Angaben des Kulturdenkmals bei Wikidata.

## Ausführlicher Denkmaltext
1. ↑  Wasserwerk:

Zwischen 1890 und 1925 verdreifachte sich die Bevölkerungszahl der Gemeinde Borsdorf aufgrund des raschen industriellen Aufschwungs in der Region von knapp 1000 auf über 3000 Personen. Diesem sprunghaften Anstieg waren die örtliche Infrastruktur und insbesondere das Wassernetz nicht länger gewachsen, sodass 1903 mit dem Bau eines zentralen Wasserwerks östlich der Gemeinde begonnen wurde, 1929 folgte der Bau des Wasserturms. Neben Borsdorf profitierten seitdem die angrenzenden Ortschaften Zweenfurth und Panitzsch von einer stabilen Wasserversorgung. Während Wärter- und Maschinenhaus des Wasserwerks als klinkersichtige Bauwerke in späthistoristischer Formensprache ausgeführt sind, zeigt sich der zugehörige Wasserturm als hell gefasster Putzbau in klaren, expressiven Formen. Der Entwurf des 35 Meter hohen Turmes, an den östlich ein eingeschossiges Pumpenhaus mit Walmdach anschließt, geht auf den Ingenieur A. Bunde aus Leipzig zurück. Der achteckige Turmschaft verjüngt sich nach oben und wird von schmalen Ziegelpfeilern, zwischen denen die Wandflächen zurücktreten und unterhalb des Behältergeschosses in Rundbögen enden, rhythmisiert. Die Kanten des Behältergeschosses sind mit Halbsäulen betont, den oberen Abschluss des Turmes bildet ein kupfergedecktes Kegelmansarddach mit Turmspitze. Schmale Fensterschlitze aus vier oder fünf übereinander angeordneten Glasbausteinen belichten das Turminnere, unterhalb der Traufe sind an jeder der acht Seiten drei Rechteckfenster angeordnet. Der Turm war bis 2008 in die Wasserversorgung eingebunden, seine technische Ausstattung sowie der 300 m³ fassende, oben offene Hängebodenbehälter aus genieteten Stahlblechen sind erhalten. Im Turminneren führt eine Stahltreppe entlang der Außenwand nach oben.

Als Zeugnisse der Entwicklung der kommunalen Wasserversorgung zu Beginn des 20. Jahrhunderts sind Wasserturm und Wasserwerk von orts- und technikgeschichtlicher Bedeutung. Zugleich ist vor allem der Wasserturm eine weithin sichtbare Landmarke und aufgrund seiner architektonisch qualitätvollen, zeittypischen Formensprache von besonderem bauhistorischem Wert. In seiner Ausprägung mit vorspringenden Pfeilern imitiert er die Formen von Stahlbetonskelettkonstruktionen, ist jedoch noch traditionell aus Ziegelmauerwerk mit stählernem Wasserbehälter gebaut.